# Karin Thaler
Karin Thaler (n. 12 iunie 1965, Deggendorf) este o actriță germană. Ea a jucat numeroare filme și seriale TV. În 1986 a debutat și în teatru. Primul ei rol într-un film cenematografic l-a avut în filmul "Das schreckliche Mädchen" (Fată rea), în 1991 este nominalizată pentru Premiul Oscar. Ea a jucat de la început în serialul "Die Rosenheim-Cops" transmis de postul ZDF, sau poate fo văzută în câteva episoade al serialului Unser Charly. Din 1997 este căsătorită cu ghitaristul Milos Malesevic, cu care locuiește în München.

## Filmografie selectată
- 1986: Gundas Vater
- 1989: Das schreckliche Mädchen
- 1988/89: Büro Büro
- 1990/91: Der Landarzt
- 1992: Im Schatten der Gipfel
- 1992 - 1995: Ein Bayer auf Rügen
- 1993: Hochwürden erbt das Paradies
- 1993/94 Lutz & Hardy
- 1994: Intimfeinde, Auch Erben will gelernt sein
- 1994 - 1996: Der Bergdoktor
- 1997: Unser kleiner Engel
- 1996 - 2000: St. Angela
- din 1999/2000: Unser Charly
- 1999 - 2002: Wilder Kaiser
- 2002: Ein Hund für alle Fälle
- 2003: Das Traumschiff: Südsee
- 2006: Um Himmels Willen
- 2008: Tischlein deck dich
- din 2002: Die Rosenheim-Cops (ca Marie Hofer)
- 2008: Wenn Träume fliegen
- 2010: Vincent will meer ca Monika
- 2010: Gräfliches Roulette